# Бецзе (громада)
Бецзе (нім. Beetzsee) — громада в Німеччині, розташована в землі Бранденбург. Входить до складу району Потсдам-Міттельмарк. Центр об'єднання громад Бецзе.
Площа — 35,77 км2. Населення становить 2661 ос. (станом на 31 грудня 2020).